# Виноградов, Константин Николаевич
Константи́н Никола́евич Виногра́дов (1847—1906) — российский патологоанатом.

## Биография
Константин Виноградов родился в семье Николая Сергеевича Виноградова (1818—1880) — священника села Чамерово Весьегонского уезда (1841—1870), а после Богоявленского собора города Весьегонска (1871—1880) Тверской губернии. Два брата: Александр (в монашестве Алексий) — будущий исследователь церковной архитектуры и живописи, китаевед, и Николай — будущий чиновник. Мать Анна Матвеевна умерла в 1849 году.
Учился в Тверской духовной семинарии, а затем в Медико-хирургической академии (окончил в 1870). Доктор медицины (1873) за диссертацию «Материалы для патологической анатомии сапа и сибирской язвы».
Работал прозектором в Уяздовском военном госпитале в Варшаве и в Николаевском военном госпитале в Санкт-Петербурге. С 1874 года приват-доцент патологической анатомии в Военно-медицинской академии. Во время Русско-турецкой войны 1877 года работал в качестве врача и прозектора в Систове (Болгарии).
В 1890 году организатор и первый руководитель кафедры патологической анатомии Томского университета, где стал первооткрывателем сибирской двуустки Opisthorchis felineus — возбудителя описторхоза.
В 1892—1901 годах — в Военно-медицинской академии. В 1900 году избран академиком. Участник экспедиций по борьбе с эпидемиями сибирской язвы в р-не Шексны и чумы в Астрахани (1899—1901).

## Труды
Виноградов напечатал свыше 40 работ по различным вопросам общей патологии и патологической анатомии, в том числе:
- «К учению о миксомах плодных оболочек» («Журнал Руднева», 1876),
- «К учению о полипах толстых кишок» («Журнал Руднева», 1871),
- «Кисты почек, осложнённые папилломами» («Журнал Руднева», 1875),
- «Гнойное воспаление мягкой оболочки головного и спинного мозга» («Медицинский Вестник», 1877),
- «О гангрене, осложняющей сыпной тиф» («Медицинский Вестник», 1878),
- «К вопросу о значении селезёнки в организме» («Врач», 1883 и «Centralblatt für die medicinische Wissenschaften», 1882),
- «Актиномикоз у человека» («Русская Медицина», 1885),
- «О дезинфекции контагия сибирской язвы» (совместно с В. Е. Воронцовым и Н. В. Колесниковым, «Архив ветеринарных наук», 1889),
- «Практический курс общей патологической гистологии» (выпуск I, СПб., 1900),
- «По поводу бактериологического метода при диагнозе инфекционных болезней» («Русская Хирургия», 1902)
- и др.

Под руководством Виноградова сделано 130 исследований, опубликованных преимущественно в виде докторских диссертаций.